# Тапія-де-Касар'єго
Тапія-де-Касар'єго (ісп. Tapia de Casariego, галісійсько-астурійською Tapia) — муніципалітет в Іспанії, у складі автономної спільноти Астурія. Населення — 4186 осіб (2009).
Муніципалітет розташований на відстані близько 440 км на північний захід від Мадрида, 90 км на захід від Ов'єдо.
Муніципалітет складається з таких паррокій: Тапія-де-Касар'єго, Кампос-і-Салаве, Ла-Рода і Серантес.

## Демографія
Динаміка населення (INE ):

## Галерея зображень

Розташування муніципалітету
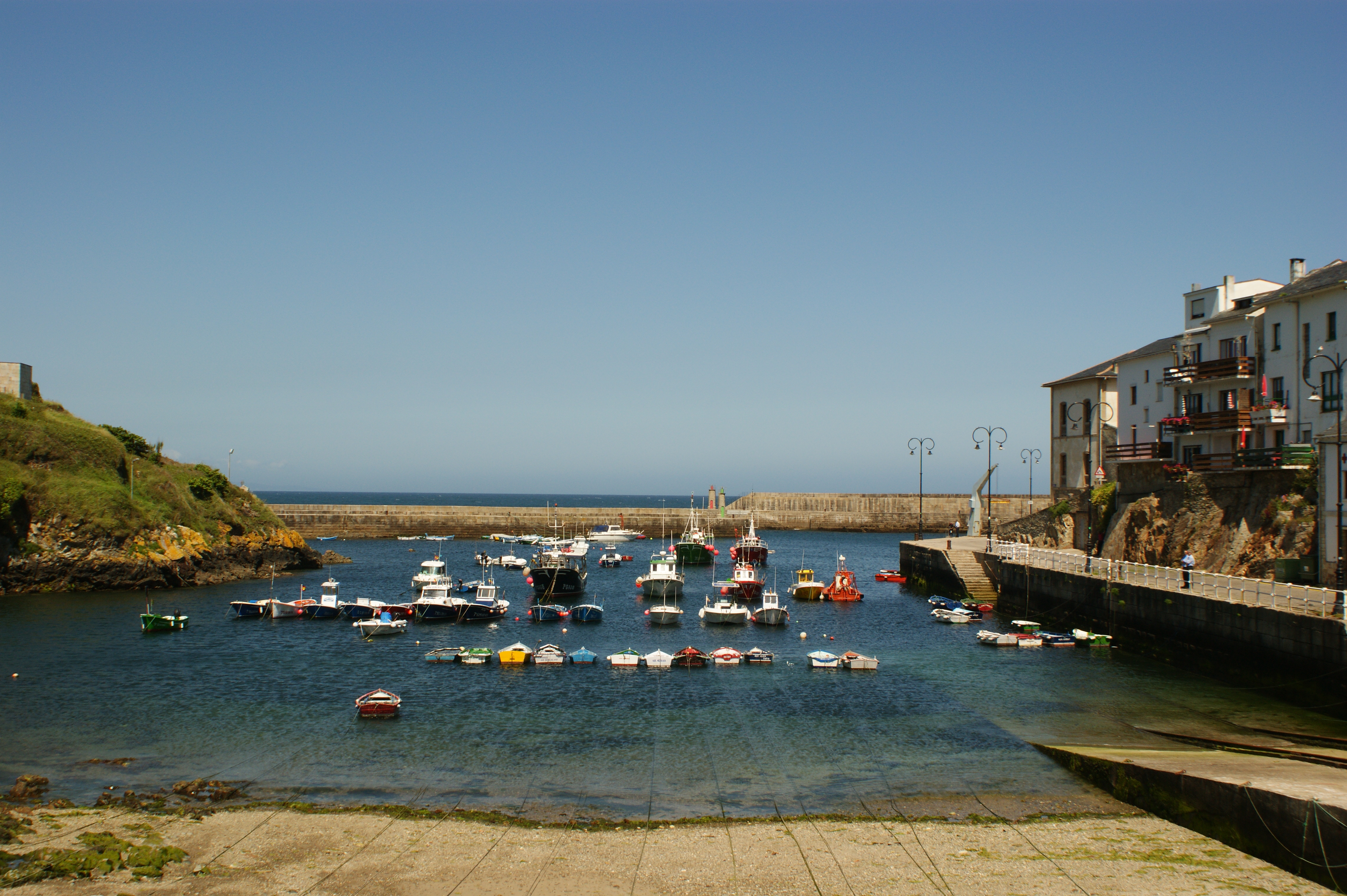
Порт Тапії